# Francesco Alidosius
Francesco kardinal Alidosius, italijanski rimskokatoliški duhovnik, škof in kardinal, * 1455, Castel del Río, † 24. maj 1511, Pavia.

## Življenjepis
6. marca 1504 je bil imenovan za škofa Mileta; 9. aprila istega leta je prejel še škofovsko posvečenje. 
26. marca 1505 je bil imenovan za škofa Pavie; 1. decemba istega leta je bil posvećen v kardinala.
Leta 1507 je postal apostolski administrator Leóna.